# VOPA

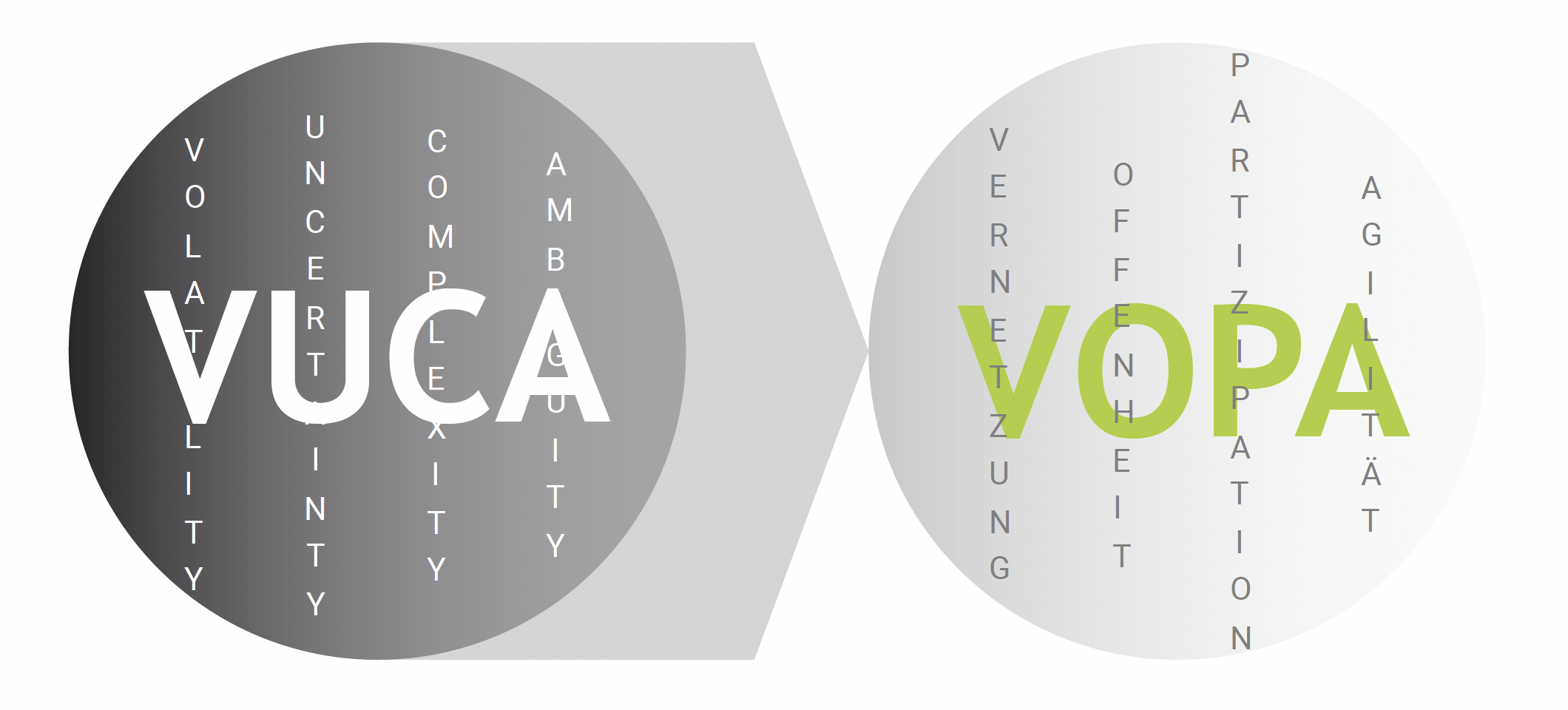
Die Management-Methode VOPA bietet Lösungsansätze für Herausforderungen, die sich aus dem Kontext der VUCA-Welt ergeben

VOPA (Akronym von Vernetzung, Offenheit, Partizipation und Agilität) ist eine von Willms Buhse entwickelte Management-Methode, die als Antwort auf Führungsfragen gedacht ist, die sich aus den Herausforderungen der VUCA-Welt ergeben.

## Beschreibung
VOPA beschreibt  ein Führungsmodell, welches auf nachfolgenden Eigenschaften basiert.
- Vernetzung: Die Herstellung von Vernetzung zwischen Personen durch verschiedene Kanäle und soziale Plattformen ist eine der wichtigsten Führungsaufgaben im digitalen Umfeld. Darüber hinaus sind Führungskräfte dazu angehalten, direkten und persönlichen Austausch zwischen Mitarbeitenden zu ermöglichen.

- Offenheit: Die Ermöglichung von gegenseitigem Wissensaustausch und der Bereitstellung von Zugang zu Informationen ist eine weitere Führungsaufgabe im VOPA-Modell. Offenheit für Impulse von Innen und Außen sichert Innovationskraft und Wettbewerbsfähigkeit.

- Partizipation: Die Teilhabe an Strategieentwicklung und -umsetzung anhand von konstruktiven, motivierenden und hierarchiefreien Formen des Austausches unter Einbezug möglichst vieler Personen ist der dritte zentrale Aspekt im VOPA-Modell. Dazu können beispielsweise Workshop-Formate verwendet werden, die es Mitarbeitenden erlaubt, sich strukturiert einzubringen und dadurch für die Umsetzung zu motivieren und es zu ihrem eigen zu machen.

- Agilität: Der letzte Aspekt im VOPA-Modell, Agilität, beruht auf der Einsicht, dass Manager die Zukunft nicht vorhersagen können. Daher hat Agilität eine essenzielle Bedeutung für die Führung in einer VUCA-Welt. Ein bedeutendes Merkmal von Agilität besteht darin, sich schnell an ein sich permanent veränderndes Umfeld anpassen zu können und aus den gemachten Erfahrungen zu lernen um qualitativ hochwertige Ergebnisse iterativ zu liefern. Darüber hinaus beschreibt Agilität die Bereitschaft, Neues auszuprobieren sowie eigene Lösungsansätze und Handlungsoptionen zu entwickeln.

Die Grundlage für ein neues Führungsverständnis stellt nach Buhse Vertrauen dar – Vertrauen in sich selbst und insbesondere auch in seine Mitarbeiter bzw. diejenigen, die sich in dem neu gestalteten Netzwerk befinden. Führungskräfte bieten Orientierung und definieren den Rahmen, in dem die geführten Mitarbeiter agieren. Die Führungskraft muss lernen, seinen Mitarbeitern bzw. dem Netzwerk zu vertrauen und loslassen zu können. Da es bei diesem Führungsmodell nicht um die kategorische Abschaffung der bisher etablierten Strukturen geht, sondern eher um eine spezifische Integration von Vernetzung und Hierarchie, stellt dies eine wesentliche Herausforderung für Führungskräfte dar.
Betont wird in diesem Zusammenhang, dass Führung, in der sich immer weiter beschleunigenden Komplexität des Digitalen Zeitalters nur erfolgreich sein kann, wenn eine Führungskraft sich situativ ständig den wechselnden Bedingungen anpasst und in der Lage ist, sowohl „klassisch“ als auch agil zu führen. Diese Führungskompetenz wird zuweilen als Ambidextrie („Beidhändigkeit“) bezeichnet.